# Ярославская область

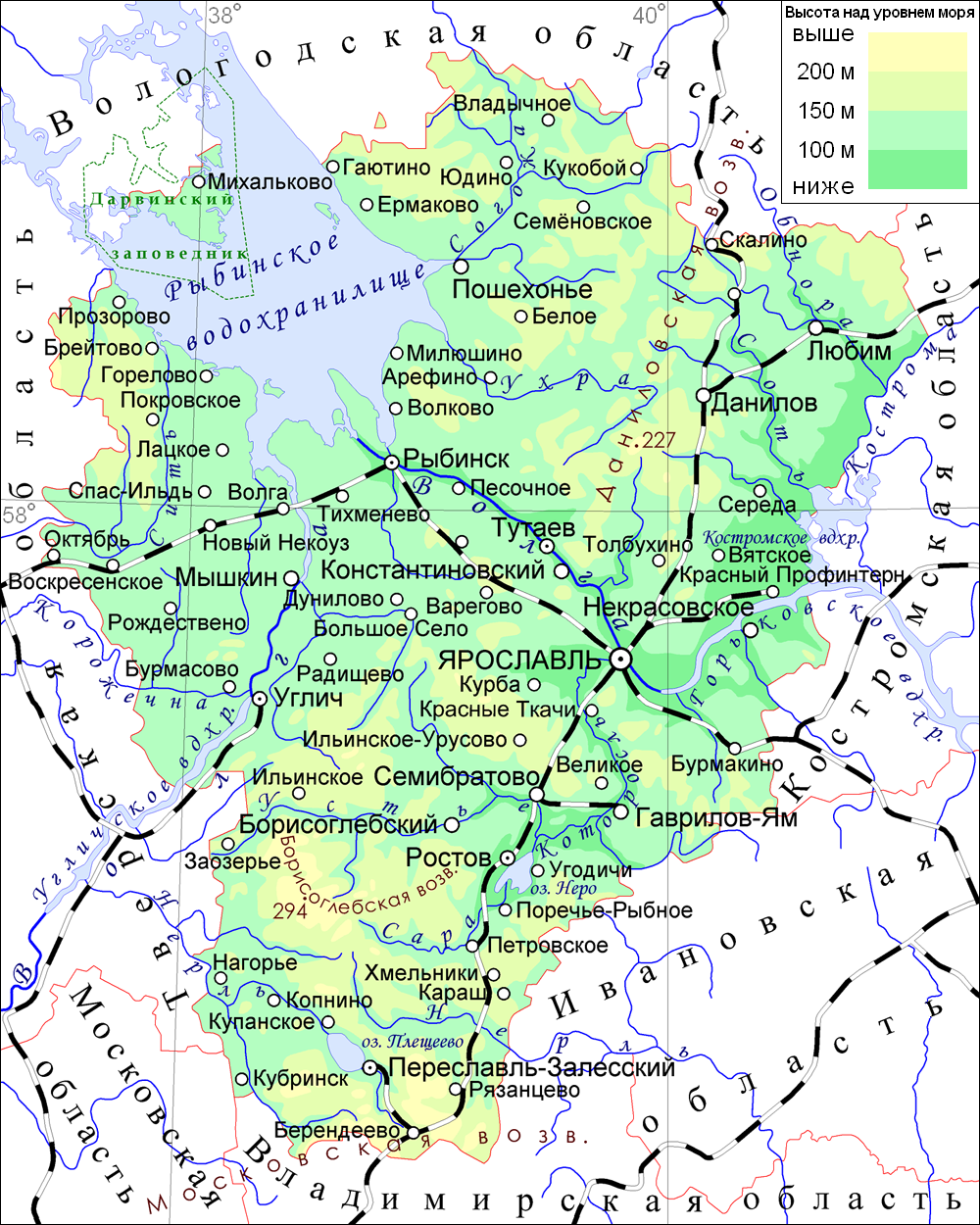
Карта Ярославской области

Яросла́вская о́бласть — субъект Российской Федерации. Область занимает 61-е место по территории и 39-е — по количеству жителей.
Образована 11 марта 1936 года, в современных границах — с 13 августа 1944 года. Объединяет 17 муниципальных районов и 3 городских округа. Административный центр — город Ярославль. Крупнейшие города: Ярославль, Рыбинск, Тутаев. Граничит с Владимирской, Вологодской, Ивановской, Костромской, Московской, Тверской областями. Расстояние от областного центра до Москвы: по железной дороге — 282 км; по федеральной автомобильной трассе М8 «Холмогоры» — 265 км; по прямой — 250 км. Губернатор Ярославской области — Михаил Яковлевич Евраев. Председатель Ярославской областной думы — Михаил Васильевич Боровицкий (с февраля 2021 года).

## Физико-географическая характеристика

### Географическое положение
Ярославская область расположена в центре европейской части России, в центре Восточно-Европейской равнины.
Площадь Ярославской области составляет 36,2 тыс. км². Из этого 17,2 тыс. занимают леса, 11,3 тыс. сельхозугодья, 3,9 тыс. водные объекты, 1,1 тыс. болота, прочие земли — 2,7 тыс. км². Протяжённость с севера на юг — 270, с запада на восток — 220 км. Самая высокая точка — возвышенность Тархов холм на севере Переславского района: 292,4 м над уровнем моря. Самая низкая точка — дно реки Волги в месте её истечения из Ярославской области в Костромскую — 75 м над уровнем моря (отметка уреза воды около 84 м над уровнем моря).
Климат региона умеренно континентальный, с продолжительными и холодными зимами и коротким, но весьма тёплым летом. Средняя температура января составляет −11°С, а июля +18°С. Раньше почти вся территория области была занята густыми хвойными (ель, сосна) и смешанными лесами, но теперь бо́льшая их часть замещена вторичными берёзово-осиновыми лесами и пахотными землями. Больши́е территории заняты также болотами.
Полезные ископаемые здесь — это в основном строительные материалы (песок, гравий, глина) и торф. Также имеются минеральные воды (источники и скважины).

### Часовой пояс
Ярославская область находится в часовом поясе, обозначаемом по международному стандарту как Moscow Time Zone (MSK/MSD). Смещение относительно Всемирного координированного времени составляет +3 часа.

### Гидрография
Вся территория области относится к бассейну одной из крупнейших рек России — Волги, соединяющей регионы Балтийского, Белого, Каспийского, Чёрного и Азовского морей, её протяжённость на территории области — 340 км. Волга зарегулирована плотинами и стала практически цепью водохранилищ: Угличского (ёмкостью 1,2 км³), Рыбинского (25,4 км³, площадь на территории области — 3246 км² из 4580 км²) и Горьковского (8,8 км³).

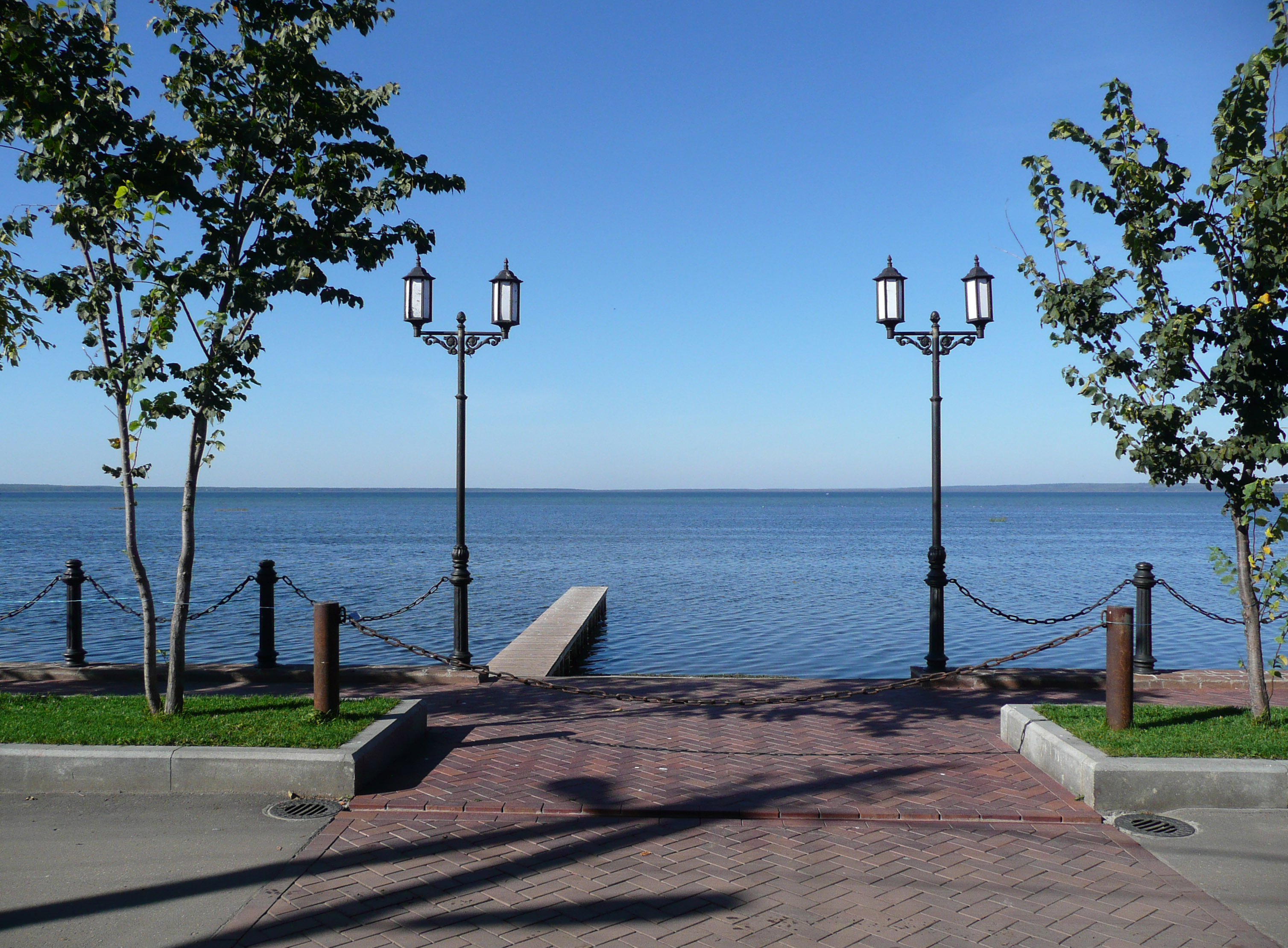
Плещеево озеро (вид с набережной города Переславля)

Всего по территории области протекает 4327 рек общей протяжённостью 19 340 км. Их годовой сток составляет 38,8 км³. Самые длинные реки (в пределах области): Волга — 340 км, Соть — 170 км, Сить — 159 км, Устье — 153 км, Которосль — 132 км, Сара — 93 км, Согожа — 90 км, Обнора — 90 км, Сутка — 84 км.
Имеется 83 озера. Самые крупные: Неро — 5130 га, и Плещеево — 5089 га. Запасы пресных вод в области — 254 км³.
На территории области разведано 30 месторождений пресных подземных вод (запасы — 540 тыс. м³/сут.) и 29 — минеральных и рассольных (2,6 тыс. м³/сут). Пресные воды применяются в хозяйственно-питьевом водоснабжении, в технических целях, минеральные воды — в качестве лечебных, рассольных и в промышленных целях. Значителен потенциал недр в части геотермальных ресурсов (12-15 млрд т условного топлива). В настоящее время разведанными эксплуатационными запасами подземных вод обеспечены 20 % городов и посёлков городского типа.
Забор пресных подземных вод осуществляют 726 водопользователей при эксплуатации около 2500 скважин. Потребителями пресных подземных вод являются небольшие сельские и промышленные населённые пункты и 7 районных центров. Частично используют для хозяйственно-питьевого водоснабжения подземные воды города Рыбинск (9,5 %) и Углич (26,9).
Вода большинства водных объектов является умеренно загрязнённой. Наибольшее влияние на качество оказывают стоки промышленных предприятий.

### Климат
Климат, в силу географического положения (центральная часть Восточно-Европейской равнины) — умеренно континентальный. Лето — относительно тёплое, короткое; зима — умеренно холодная, продолжительная. Самый холодный месяц — январь (средняя температура колеблется в пределах −10,5 °С … −12°С), самый тёплый — июль (+17,5 °С… +18,5 °С). Чётко выражены осенний и весенний периоды.
В среднем за год на территории области выпадает около 500—600 мм осадков, из них в зимний период — 30 %. Вследствие того, что величина испаряемости на треть меньше количества осадков (400 мм), климат в области влажный. Влажность воздуха колеблется от 52—56 % в мае до 65—93 % в декабре.
Ярославская область делится протекающей по её территории рекой Волгой на две части, для которых характерны некоторые различия в климате, в частности, для левобережья свойственны бо́льшая влажность и бо́льшее количество осадков, чем для правобережья. Эти районы, в свою очередь, делятся ещё на два подрайона в каждом.

## Экология и охрана природы
Количество крупных животных сильно сократилось, но в лесах всё ещё встречаются медведи, волки, лисы, лоси, благородные и пятнистые олени, кабаны, рыси, бобры, зайцы, белки. В области живут и гнездятся многие виды птиц. В городах обычные птицы — это голуби, галки, серые вороны, сороки, домовые воробьи, большие синицы, снегири, утки, а также грачи, стрижи, белые трясогузки, дрозды, сизые и речные чайки в период размножения.
На полуострове, отделённом от остальной территории области Рыбинским водохранилищем, расположена часть Дарвинского биосферного заповедника. Вокруг Плещеева озера находится одноимённый национальный парк. На территории области также расположены 1 федеральный («Ярославский») и 41 региональный природный заказник, 70 памятников природы, 17 природных резерватов, 82 охраняемых природно-исторических ландшафтов, 5 лечебно-оздоровительных местностей, 22 охраняемых водных экосистем, 21 туристско-рекреационная местность.
В целях сохранения видового разнообразия флоры и фауны области и улучшения их естественного воспроизводства создана Красная книга Ярославской области.

## История
Ярославский край был заселён уже в конце позднего палеолита после отступления последнего ледника. В неолите Волго-Окское междуречье занимали охотниче-рыболовецкие племена так называемой культуры ямочно-гребенчатой керамики. В начале II тысячелетия до н. э. (бронзовый век) из Среднего Приднепровья сюда вторглись скотоводческие племена, которые подчинили неолитические племена и частично смешались с ними, они получили название фатьяновских. С середины I тысячелетия до н. э. до середины I тысячелетия н. э. край заселяли так называемые дьяковские племена, умевшие обрабатывать железо, занимавшиеся скотоводством и подсечным земледелием, а также рыбной ловлей и охотой. Во второй половине I тысячелетия н. э. территория края заселяется финно-угорским народом меря.
В IX—X веке Верхнее Поволжье начинает мирно заселяться славянами, это были представители ильменских словен и кривичей, они постепенно смешивались с мерянами. Первым из городов, возникших на территории края, был расположенный на озере Неро Ростов, который упоминается в летописи уже в 862 году. Сюда киевские князья посылали князя или наместника, управлявшего всей Северо-Восточной Русью. В 991 году учреждена Ростовская епархия — одна из старейших на Руси. Не ранее 1010 года ростовский князь Ярослав Владимирович (Мудрый) основал на Волге город Ярославль. В начале XIII века на удельные княжества распалась и Северо-Восточная Русь; основными княжествами на территории современной Ярославской области были Переславское (1175—1302), Ростовское (1207—1474), Угличское (1216—1605) и Ярославское (1218—1471). В феврале 1238 года Северо-Восточная Русь была разорена во время татаро-монгольского нашествия.
В XIV—XV веках княжества на территории нынешней Ярославской области вошли в состав Великого княжества Московского. Территория Ярославской области сильно пострадала во время Смутного времени, население было разорено, многие погибли или бежали; особенно тяжёлый урон был нанесён Ростову, Угличу и Ярославлю. В 1719 году на территории современной Ярославской области находились Ярославская и Угличская провинции Санкт-Петербургской губернии и Переславская и Костромская провинции Московской губернии. В 1786 году кафедра Ростовской епархии (с тех пор это Ярославская и Ростовская епархия) была перенесена из Ростова в Ярославль.
6—21 июля 1918 года — Ярославское антисоветское восстание, 8 июля 1918 года — Рыбинское восстание: белогвардейские восстания, организованные «Союзом защиты Родины и Свободы».
Во время Гражданской войны активных боевых действий на территории края не велось за исключением Ярославского и Рыбинского восстаний, подавление которых нанесло тяжёлый урон этим городам, а также зелёного движения.
В январе 1929 года после ликвидации губерний территория бывшей Ярославской губернии вошла в состав Ивановской промышленной области.
11 марта 1936 года из Ивановской промышленной области была выделена Ярославская область в составе 36 районов и 15 городов, в том числе 3 городов областного подчинения — Ярославль, Рыбинск и Кострома. В состав области вошла территория бывших Ярославской губернии (без восточной части Ростовского уезда), значительная часть Костромской губернии и Переславский уезд Владимирской губернии. Территория составила 62 тысячи км², а население — 2,1 млн человек. Оставшаяся часть Ивановской промышленной области переименована в Ивановскую область.
У Ярославской области площадь территории составила 36,4 тысяч км², которая с тех пор практически не изменялась. По-настоящему превращаться в промышленный центр территория области стала в годы Первой пятилетки (1928—1932). Ярославская область стала крупным центром энергетики, помимо этого была устранена опасность наводнений, улучшены условия судоходства на Волге. Накануне Великой Отечественной войны Ярославская область была одной из наиболее промышленно развитых в Центральной России. Во время Великой Отечественной войны область подвергалась бомбардировкам, наиболее разрушительные из которых произошли в ночи на 10 и 21 июня 1943 года.
В 1946 году водами Рыбинским водохранилищем была окончательно затоплена территория города Молога.

## Административно-территориальное деление

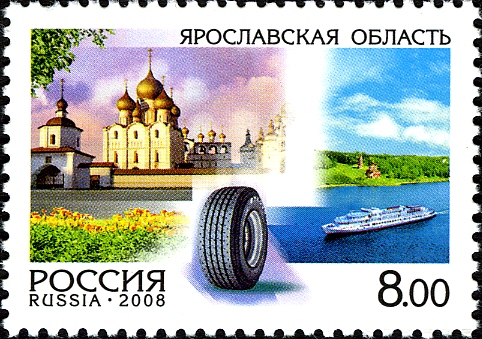
Почтовая марка России, 2008 год

Согласно Закону «Об административно-территориальном устройстве Ярославской области», субъект РФ включает следующие административно-территориальные единицы: 6 городов областного значения (Переславль-Залесский, Рыбинск, Ярославль, Ростов Великий, Тутаев, Углич) и 17 районов, в которые входят 5 городов районного значения (Гаврилов-Ям, Данилов, Любим, Мышкин, Пошехонье), 12 посёлков городского типа (рабочих посёлка) (Борисоглебский, Бурмакино, Ишня, Константиновский, Красные Ткачи, Красный Профинтерн, Лесная Поляна, Некрасовское, Петровское, Поречье-Рыбное, Пречистое, Семибратово), 226 сельских округов.
В рамках муниципального устройства области, в границах административно-территориальных единиц Ярославской области всего образовано 100 муниципальных образований, из них:
- 3 городских округа (Ярославль, Переславль-Залесский, Рыбинск)
- 17 муниципальных районов
  - 10 городских поселений
  - 70 сельских поселений

Районы (в скобках указан центр)

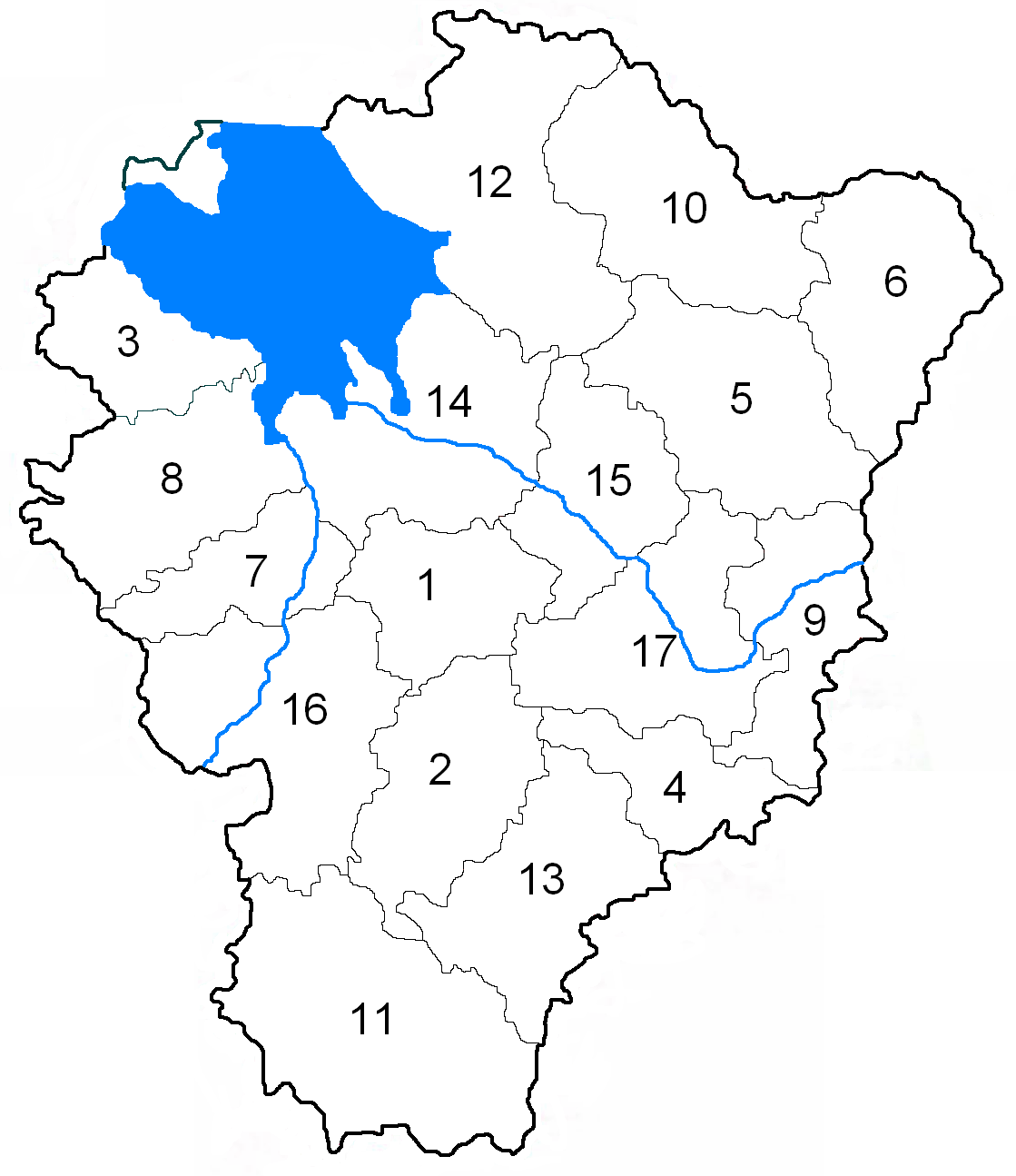
Административная карта Ярославской области

1. Большесельский район (с. Большое Село)
2. Борисоглебский район (пгт Борисоглебский)
3. Брейтовский район (с. Брейтово)
4. Гаврилов-Ямский район (г. Гаврилов-Ям)
5. Даниловский район (г. Данилов)
6. Любимский район (г. Любим)
7. Мышкинский район (г. Мышкин)
8. Некоузский район (с. Новый Некоуз)
9. Некрасовский район (пгт Некрасовское)
10. Первомайский район (пгт Пречистое)
11. Переславский район (г. Переславль-Залесский)
12. Пошехонский район (г. Пошехонье)
13. Ростовский район (г. Ростов Великий)
14. Рыбинский район (г. Рыбинск)
15. Тутаевский район (г. Тутаев)
16. Угличский район (г. Углич)
17. Ярославский район (г. Ярославль)

## Население
Численность населения области по данным Росстата составляет 1 180 174 чел. (2025). Плотность населения — 32,62 чел./км² (2025). Городское население — 
82,82 % (2022).
Динамика численности населения:
| 1897       | 1926       | 1928       | 1959       | 1970       | 1979       | 1987       | 1989       | 1990       |
| ---------- | ---------- | ---------- | ---------- | ---------- | ---------- | ---------- | ---------- | ---------- |
| 1 071 355  | ↗1 343 163 | ↗1 351 200 | ↗1 395 627 | ↗1 400 224 | ↗1 424 806 | ↗1 458 000 | ↗1 470 357 | ↗1 472 126 |
| 1991       | 1992       | 1993       | 1994       | 1995       | 1996       | 1997       | 1998       | 1999       |
| ↗1 473 837 | ↘1 469 449 | ↘1 464 220 | ↘1 456 922 | ↘1 452 718 | ↘1 446 797 | ↘1 437 494 | ↘1 428 690 | ↘1 419 433 |
| 2000       | 2001       | 2002       | 2003       | 2004       | 2005       | 2006       | 2007       | 2008       |
| ↘1 406 111 | ↘1 393 727 | ↘1 367 398 | ↘1 364 374 | ↘1 350 896 | ↘1 338 736 | ↘1 327 845 | ↘1 320 140 | ↘1 315 005 |
| 2009       | 2010       | 2011       | 2012       | 2013       | 2014       | 2015       | 2016       | 2017       |
| ↘1 310 473 | ↘1 272 468 | ↘1 271 006 | ↗1 271 030 | ↗1 271 672 | ↗1 271 766 | ↘1 271 629 | ↗1 271 912 | ↘1 270 736 |
| 2018       | 2019       | 2020       | 2021       | 2022       | 2023       | 2024       | 2025       |            |
| ↘1 265 684 | ↘1 259 612 | ↘1 253 389 | ↘1 209 811 | ↘1 205 637 | ↘1 194 605 | ↘1 187 558 | ↘1 180 174 |            |

Население моложе трудоспособного возраста (0-15 лет) составляет 14,4 %, трудоспособное население (мужчины 16—59, женщины 16—54 года) — 59,2 %, население старше трудоспособного возраста (мужчины 60 и более, женщины 55 и более лет) — 26,1 %. Средний возраст: мужчины — 37,6 года, женщины — 43,9 года; медианный возраст: мужчины — 36,9 года, женщины — 45,1 года.
98 % жителей — граждане России. Население практически мононациональное — 96 % русские.
На 1000 человек данного пола в возрасте 16 лет и более приходится 642 мужчины и 496 женщин, состоящих в браке.
Из 1000 человек населения основным источником дохода для 462 человек является трудовая деятельность, для 286 человек — государственное обеспечение различного рода (пенсия и др.), 236 человек находятся на иждивении других лиц, 3 человека имеют иной источник средств к существованию, 13 человек не указали основной источник.
Муниципальные районы и городские округа по численности населения
| Городской округ город Ярославль        | ↘577 279 |
| Городской округ «Рыбинск»              | ↘177 295 |
| Ростовский район                       | ↘59 429  |
| Тутаевский район                       | ↘53 031  |
| Ярославский район                      | ↗68 433  |
| Угличский район                        | ↗47 452  |
| Городской округ «Переславль-Залесский» | ↗56 582  |
| Рыбинский район                        | ↗27 080  |
| Гаврилов-Ямский район                  | ↘24 730  |
| Даниловский район                      | ↘20 868  |

| Некрасовский район   | ↗19 926 |
| Переславский район   | ↘20 076 |
| Некоузский район     | ↘12 039 |
| Пошехонский район    | ↘10 684 |
| Борисоглебский район | ↗12 005 |
| Любимский район      | ↘10 025 |
| Первомайский район   | ↘8698   |
| Мышкинский район     | ↗9294   |
| Большесельский район | ↗9415   |
| Брейтовский район    | ↘5546   |

## Населённые пункты
Населённые пункты с численностью населения более 5 тысяч человек
| Ярославль            | ↘563 717 |
| Рыбинск              | ↘177 295 |
| Тутаев               | ↘39 643  |
| Переславль-Залесский | ↘37 738  |
| Углич                | ↗32 719  |

| Ростов Великий | ↘28 122 |
| Гаврилов-Ям    | ↘16 084 |
| Данилов        | ↘13 677 |
| Семибратово    | ↘6511   |
| Некрасовское   | ↗6079   |

| Пошехонье        | ↘5150 |
| Мышкин           | ↗5621 |
| Константиновский | ↘5054 |
| Борисоглебский   | ↗5453 |
| Любим            | ↘5037 |

## Экономика
Ярославская область по итогу 2020 года поднялась на 8 ступеней в рейтинге инвестиционного климата, заняв 10 место.

### Промышленность
Ярославская область входит в число наиболее развитых в промышленном отношении регионов страны. Около 300 ярославских предприятий имеют федеральное значение и являются лидерами в своих отраслях. Основные минерально-сырьевые ресурсы области — кварцевый песок, гравий, торф, минеральные воды, известковые туфы, тонкие ленточные глины, минеральные краски. Разведаны нефтяные месторождения на севере области, ныне не разрабатываются. Ведущими отраслями промышленности Ярославской области являются машиностроение и металлообработка, пищевая, химическая и нефтехимическая промышленность.
Основные продукты промышленности (2004 год): шины (20,3 %), нефтепродукты (5,8 %), обувь (3 %), кирпич (1,5 %), хлеб (1,5 %).
Предприятиями химической и нефтехимической промышленности производится около 19 % объёма промышленной продукции области. Необходимые ресурсы область закупает в других регионах страны, в частности в Республике Коми и Ханты-Мансийском автономном округе. Нефтепроводный транспорт обеспечивает потребности двух НПЗ, которые производят основную продукцию топливной промышленности — автомобильный бензин, топочный мазут, дизельное топливо — и поставляют сырьё химическим предприятиям. Значительная часть продукции вывозится в другие субъекты РФ.
Доля машиностроения в промышленном производстве составляет около 31 %. Ярославский машиностроительный комплекс специализируется на производстве дизельных двигателей и топливной аппаратуры, авиационных двигателей, электротехнических машин. Машиностроение представлено 88 крупными и средними предприятиями.
Доля пищевой промышленности в промышленном производстве составляет около 23 %. Наиболее крупные предприятия: «НИИ маслоделия и сыроделия», «Русьхлеб» (кондитерские изделия, цельномолочная продукция, безалкогольные напитки, хлебобулочные изделия, макаронные изделия; ныне закрыт), «Балканская звезда» (табачная продукция, закрыто в 2017 году), «Балтика — Ярославль» (алкогольная и безалкогольная продукция).

### Сельское хозяйство
Численность сельского населения на 1 января 2021 года 229.458 человек, 18,5 % от общего населения Ярославской области.
За 2019 год сельхозпродукции произведено на 34 млрд руб (рост на 5,6 % к 2018 году), в том числе животноводство 25 млрд руб, растениеводство 8,5 млрд руб, а также рыбоводство и рыболовство. Крупные сельхозпредприятия производят 81 % сельхозпродукции, 17 домашние хозяйства жителей и 2 % фермерские хозяйства.
Животноводство
Поголовье крупного рогатого скота на конец 2019 года составило 111,4 тыс. голов (-4,2 %), из них 86 % в сельхозпредприятиях, из них 48 тыс. коров. Поголовье овец и коз составило 29,9 тыс. (-8,4 %). Поголовье свиней насчитывало 4,1 тыс. голов (-13,2 %), из них 72 % в личных подсобных хозяйствах. Поголовье птицы — 14,3 млн голов (+1,3 %), 98 % птицы содержатся на птицефабриках.
По объёму производства яиц Ярославская область занимает второе место в России. За 2019 год произведено 2,3 млрд яиц (+6,7 %), средняя яйценоскость кур-несушек 325 яиц в год. Произведено 55,2 тыс. т мяса птицы. Расположенная в Рыбинске, крупнейшая в России птицефабрика «Волжанин» произвела в 2020 году 1,5 млрд яиц (птицефабрика «Синявинская» из Ленинградской области в 2020-м произвела 1,44 млрд яиц).
Надой на одну корову по региону в 2020 году составил 7534 кг (+8,1 % к уровню 2019 года), с 2015 года продуктивность коров выросла на 35 % благодаря приобретению высокопродуктивных племенных нетелей, повышению качества стада за счёт использования семени быков-улучшателей. За 2020 год хозяйствами всех категорий Ярославской области произведено 332,1 тысячи тонн молока (+3,2 %), в том числе сельхозпредприятиями — 301,9 тысячи тонн (+3,2 %). В производстве молока 40,1 % доля племенных хозяйств.
Ярославская область явилась лидером в России по развитию органического животноводства, в частности агрохолдинг «АгриВолга». Молочное органическое животноводство представлено ярославской и джерсейской породами, мясное абердин-ангусской породой.
Растениеводство
В 2020 году под посевную отведено 290 тыс. га земли (+4 тыс. га), яровыми зерновыми и зернобобовыми культурами засеяно 41 тыс. га. Валовый сбор зерновых и зернобобовых культур в 2019 году составил 93,4 тыс. т (+19,3 %). Валовое производство картофеля в 2019 году 163,9 тыс. т (+ 3,3 %). Сбор овощей открытого грунта достиг 66,4 тыс. т (+ 7,3 %), овощей закрытого грунта составил 26,3 тыс. т (+ 37,3 %).
Животноводство области специализируется на разведении крупного рогатого скота молочно-мясного направления и птицеводстве. По производству яиц (более 1,7 млрд штук) Ярославская область занимает третье место в России. В растениеводстве выращивают зерновые культуры, картофель, овощи, лён-долгунец, плодово-ягодные культуры.
| тыс. гектар | 848 | 768,9 | 671,0 | 570,6 | 442,3 | 337,3 | 315,0 | 281,3 |

### Энергетика
По состоянию на конец 2020 года, на территории Ярославской области эксплуатировались 14 электростанций общей мощностью 1593,2 МВт, в том числе три гидроэлектростанции и 11 тепловых электростанций. В 2020 году они произвели 6967 млн кВт·ч электроэнергии.
Доля электроэнергетики в промышленном производстве составляет около 9 %. На территории Ярославской области функционируют следующие электростанции: Ярославская ТЭЦ-1 (ТГК-2, 24,6 МВт), Ярославская ТЭЦ-2 (ТГК-2, 245 МВт), Ярославская ТЭЦ-3 (ТГК-2, 260 МВт), Угличская ГЭС («РусГидро», 120 МВт), Рыбинская ГЭС («РусГидро», 376,4 МВт), ТЭЦ ЯТУ («Яртехуглерод», 24 МВт), Электростанция НПО «Сатурн» (НПО «Сатурн», 28 МВт), Хоробровская ГЭС (0,16 МВт). В 2017 году запущена крупнейшая в области Ярославская ТЭС (463,9 МВт), в 2020 году — Тутаевская ПГУ-ТЭЦ (44,93 МВт).
В начале 1990-х годов Администрацией области был взят курс на активную внешнеэкономическую и межрегиональную политику. Сегодня продукция ярославских предприятий поставляется в 93 страны мира. Основными продуктами экспорта являются продукция машиностроения, нефтехимическая продукция. Основные продукты импорта — продукция машиностроения, химическая продукция, потребительские товары, продукты питания.

## Образование
- Список высших учебных заведений Ярославской области
- Список учебных заведений профессионального образования Ярославской области

## Транспорт

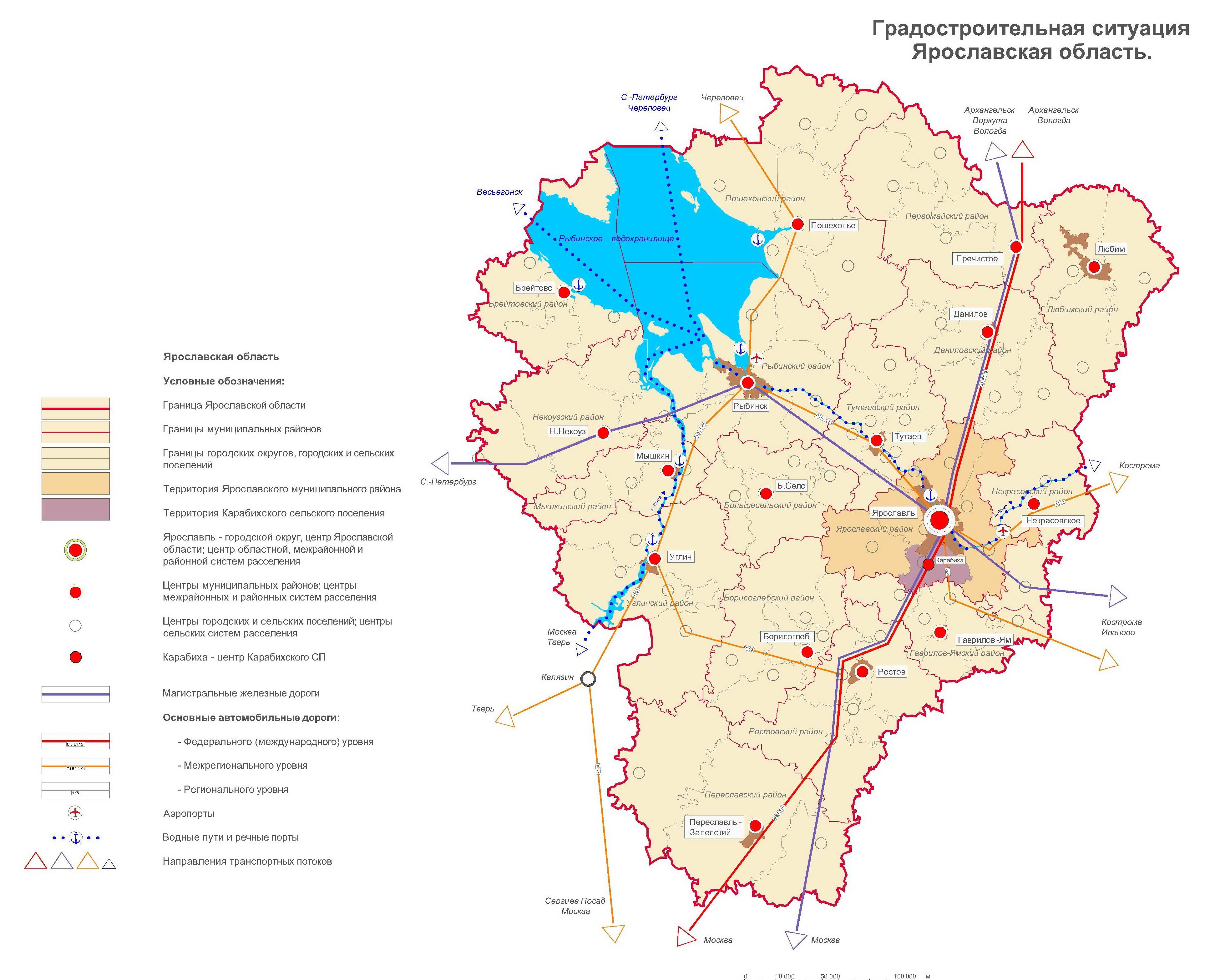
Главные транспортные пути Ярославской области

Транспортная система Ярославской области имеет всероссийское и международное значение и включает в себя железнодорожные, автомобильные, водные, воздушные и трубопроводные транспортные потоки, обеспечивая возможность проведения смешанных перевозок.
Через Ярославскую область — Переславль-Залесский, Ростов, Ярославль, Данилов и Пречистое — с юго-запада на северо-восток проходит автомагистраль федерального значения М8 «Холмогоры», соединяющая регион с Москвой, Вологдой и Архангельском; её частью является также дорога, соединяющая Ярославль и Некрасовское с Костромой. Важнейшие дороги регионального значения: Р74 соединяет Переславль-Залесский с Владимиром; Р79 — Ярославль и Гаврилов-Ям с Иваново и Владимиром; Р104 — Углич, Мышкин, Рыбинск и Пошехонье с Сергиевым Посадом (и далее Москвой), Калязиным (и далее Тверью) и Череповцом (и далее Санкт-Петербургом); Р151 — Ярославль, Тутаев и Рыбинск; Р152 — Ростов с Иваново; Р153 — Ростов, Борисоглебский и Углич. Брейтово и Новый Некоуз связаны с остальной областью через Мышкин и Углич; Любим — через Пречистое. Ярославль связан напрямую с Мышкиным и Угличем через Большое Село. В области развитая сеть автобусного сообщения. Протяжённость дорог общего пользования в Ярославской области составляет около 8 тысяч км.
Железнодорожные перевозки по области осуществляет Северная железная дорога (в основном её Ярославское отделение). Через Ярославскую область — Ростов, Ярославль, Данилов и Пречистое — с юго-запада на северо-восток проходит железнодорожный путь из Москвы, Московской и Владимирской областей (узловая станция Александров I) в Вологодскую область и далее Архангельскую область и Республику Коми. Из Ярославля идёт железнодорожный путь на северо-запад в Рыбинск (тупиковая ветка до Тутаева), а из Рыбинска далее на запад (узловая станция Сонково) в Тверскую область и далее Санкт-Петербург. Из Ярославля на восток идёт путь в Костромскую и Ивановскую области (узловая станция Нерехта). Из Данилова на восток идёт путь через Любим в Костромскую и далее Кировскую области. К Угличу подходит тупиковая ветвь с запада от Калязина Московского отделения Октябрьской железной дороги. Эксплуатационная длина железных дорог составляет 650 км. Грузооборот железнодорожного транспорта области составляет более 19 млн тонн в год.
Основным препятствием для автомобильного и железнодорожного транспорта в области являются волжские водохранилища. Через Волгу существуют следующие переходы: автомобильные: Угличская ГЭС, Мышкинский паром, Рыбинский мост, Тутаевский паром, ярославские Юбилейный и Октябрьский мосты; железнодорожные: у станции Волга и Ярославский. На образованный Рыбинским водохранилищем Каменниковский полуостров по сооружениям Рыбинского гидроузла идут автомобильная и железная дороги.
Важное значение для области имеет сезонное судоходство по Волге и Рыбинскому водохранилищу, связывающее Углич, Мышкин, Рыбинск, Тутаев и Ярославль между собой и с другими портами Волжского бассейна: вверх по Волге — Тверь и Москва, вниз по ней — Кострома и т. д., через Рыбинское водохранилище — Весьегонск и Череповец (и далее Санкт-Петербург и Архангельск). В области имеются Рыбинский и Ярославский речные порты. Система внутренних водных путей имеет протяжённость 823 км.
В двух крупнейших городах Ярославской области имеются аэропорты: международный аэропорт Туношна в Ярославле и аэропорт местного значения Староселье в Рыбинске. В Ярославле также имеется аэропорт местного значения Левцово, ныне имеющий статус «временно недействующий».

## СМИ
На территории Ярославской области осуществляется вещание первого и второго мультиплексов цифрового телевидения России. 21 передатчик обеспечивает 100 % покрытие всей области.
Телеканалы
Областное телевидение представлено шестью местными телеканалами, вещающими совместно с сетевыми партнёрами, либо обеспечивающими собственное программирование эфира. Среди них: ГТРК «Ярославия» (Ярославская область), «Городской телеканал» (Ярославль), «Первый Ярославский» (Ярославль), «НТК — Телевидение Тутаева» (Тутаев), «Телеканал Переславль» (Переславль-Залесский), «Рыбинск-40» (Рыбинск).
Радиостанции
Областное радиовещание представлено местными станциями, вещающими совместно с сетевыми партнёрами. Среди них: «ГТРК Ярославия» (Радио России, Вести FM, Маяк), «Рыбинск-40» (Комсомольская правда). Как правило, местное вещание включает выпуски новостей, музыкальные программы по заявкам, тематические передачи.